# はい、槇原です。
『はい、槇原です。』（はい まきはらです）は、2011年4月9日から2011年12月31日までTBSラジオで放送されていたラジオ番組である。

## パーソナリティー
- 槇原敬之
- 小笠原亘(随週登場・TBSアナウンサー)

## 概要
30分槇原のハイテンショントークで巻き起こされる1人しゃべり。たまにゲストを呼ぶこともある。エンディングでTBSアナウンサーの小笠原亘の「今夜も夜の馬鹿騒ぎもほどほどに」と言うアナウンスが流れ、槇原の一曲で締める。
TBSラジオではナイターシーズンのスペシャルウィークは野球中継をするため、休止になる。
TBSラジオでは2011年12月31日(土曜日)の放送で、他のネット局はその前の放送回のもので番組は終了した。

## 放送局
- TBSラジオ　土曜日21:00 - 21:30
- 秋田放送（ABS） 土曜日22:30 - 23:00
- 山形放送（YBC） 土曜日22:00 - 22:30
- 山梨放送（YBS） 翌週月曜日20:30 - 21:00